# Contabilidade comercial

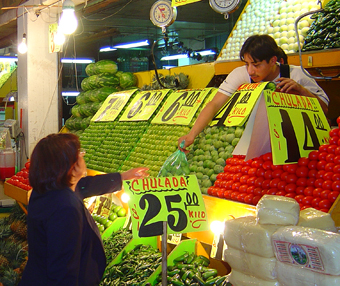

Contabilidade comercial é o ramo da Contabilidade que mede o patrimônio comercial, ou seja, o conjunto dos bens, direitos e obrigações do comerciante. 
Os fenícios, foram o povo que mais se destacaram na atividade comercial na antiguidade, e foram varias as causas e fatores que contribuiriam para isso, a Fenícia tinha pouca terra para seu excelente plantio, então começou as suas atividades comerciais com o Ocidente. Além dos Fenícios os gregos e também os romanos exerceram a atividade comercial na antiguidade.
O Brasil teve amplo desenvolvimento de suas atividades comerciais com a abertura dos portos no inicio do século XIX, favorecido pelo grande numero de variedade de produtos primários e secundários.
```
Conceito de comercio
: troca de mercadoria por dinheiro ou troca de mercadoria por outra. Pode ser também,qualquer produto posto no mercado de comércio para que sejam comprados por consumidores
```

O comerciante é toda pessoa física ou jurídica que aproxima vendedores e consumidores,levando-os a completar uma operação comercial,que seria a troca de mercadorias por dinheiro ou mesmo por outra mercadoria.
Hoje quase não se utiliza mais a palavra comerciante e sim Empresário.
Normalmente as entidades comerciais são separadas em Atacadistas e Varejistas.
Atacadistas: destinados a venderem grande quantidade de bens de consumo indiretos a preço menor, geralmente os atacadistas vendem seus produtos para empresas indústriais, agrícolas, que utiliza os produtos do atacado como matéria prima ou suprimentos, as mercadorias vendidas pelo atacadistas nunca vão diretamente para o consumidor final. 
Varejista: destinados a venda direta para os consumidores finais.
Contabilidade comercial: segundo Hilário Franco, é o ramo da Contabilidade aplicado ao estudo e ao controle do patrimônio das empresas comerciais, com fim de oferecer informações sobre sua composição e suas variações.